# Амман, Йост
Йост Амман (нем. Jost Amman; 13 июня 1539, Цюрих, Швейцария — 17 марта 1591, Нюрнберг, Бавария) — швейцарско-немецкий рисовальщик, живописец, гравёр, ювелир и писатель эпохи Северного Возрождения XVI века, признанный мастер книжной иллюстрации и техники ксилографии. Кляйнмайстер. Известен также под латинизированным именем «Jodocus Amman».

## Биография
Йост Амман родился в Швейцарии, в городе Цюрихе, в семье протестантского пастора, профессора логики и классической филологии Иоганна Якоба Аммана. Он получил хорошее домашнее образование. Как и другой известный швейцарский гравёр, ксилограф и ювелир Урс Граф, Йост Амман уехал на работу в Германию, в 1561 году он прибыл в Нюрнберг, на родину Дюрера, город славных художественных традиций, чтобы работать вместе с Виргилем Солисом.
Первые работы художника сделаны по заказу книготорговца Фрошауера. Картин и рисунков сохранилось немного; значительно больше число его офортов, гравюр резцом на меди и ксилографий («продольных» гравюр на дереве). Как отмечено в хрониках, он был одновременно умелым рисовальщиком, формшнайдером (резчиком по дереву), гравёром резцом и офортистом (Zeichner und Formschneider, Kupferätzer und Stecher).
Число его гравюр на меди достигает нескольких сотен, ещё значительнее количество гравюр на дереве (около 1500), хотя немногие из них выполнены им самим, многое делали помощники по его рисункам. Амман создал множество книжных иллюстраций. Когда в 1562 году Виргиль Солис скончался, Амман наследовал его мастерскую. В 1577 году он получил городское подданство и жил в Нюрнберге до самой смерти.
Производительность его мастерской была огромной, о чём можно судить по заявлению одного из его учеников, который сказал, что рисунки, которые мастер сделал в течение четырёх лет, заполнили бы телегу с сеном. Большое количество его оригинальных рисунков находится в берлинской типографии. Йост Амман был одним из последних крупных производителей гравюр на дереве для печатных книг. Серия гравюр Аммана на медных пластинах с изображениями королей Франции и краткими их биографиями появилась во Франкфурте в 1576 году. Он также выполнил многие гравюры на дереве для Библии, опубликованной во Франкфурте-на-Майне Сигизмундом Фейерабендом. Большую ценность представляет другой серийный труд — «Подборка образцов всех свободных, механических и постоянных искусств» (Panoplia Omnium Liberalium Mechanicarum et Sedentariarum Artium Genera Continens), содержащий 115 рисунков.
Амман создавал иллюстрации к изданиям древних и современных авторов и научно-популярным книгам на самые разные темы, включая юридические, в частности на темы правил охоты и лесного права, сельского хозяйства. Во второй половине XVI века оформленные его гравюрами книги были необычайно распространены, среди них были книги по геральдике, исторические и семейные хроники, медицинские и естественнонаучные трактаты, книги о турнирах, о войне, книги о гербах, о костюмах, о травах, фармакопеи, книги о животных и даже пособия по акушерству. Его наследие представляет значительный культурно-исторический интерес благодаря подробному наблюдению и изображению быта горожан, занятий ремесленников и торговцев и их костюмов. Ко многим изданиям он писал тексты, однако его труды по истории искусства не сохранились.
Художнику также приписывают картины маслом на стекле, но подробности их существования не известны.
В «ЭСБЕ» дана следующая оценка работам художника: «Насколько тривиальным он является в своих иллюстрациях к Библии, настолько же он преисполнен ясности и свежести и самого веселого юмора там, где черпает образы из окружающей его обстановки. Это плодовитейший немецкий художник по части иллюстраций. Его произведения как по своей правдивости, так и по свойственной им характерности понимания изображаемого представляют неоценимый материал для изучения старинного народного быта немцев. Лучшие из его произведений: портреты Ганса Сакса, адмирала Колиньи, Иоанна Нейдерфера и др., гравированные на меди; из гравюр на дереве: изображения одежд, оружия и родословные книги, иллюстрации к фроншпргерскому „Kriegsbuch“, фугерровскому „Gestüterei“, к латинскому изданию „Reineke Fuchs“ и др. В книге Э. Бекера „Iost A., Zeichner und Formschneider, Kupferötzer und Stecher“ (Лейпц., 1854) находим перечень, хотя и неполный, его произведений»
Йост Амман был художником-гравёром книги Венцеля Ямницера «Перспектива правильных тел» (Perspectiva corporum regularium, 1568).
Йост Амман скончался в городе Нюрнберге 17 марта 1591 года.

## Галерея

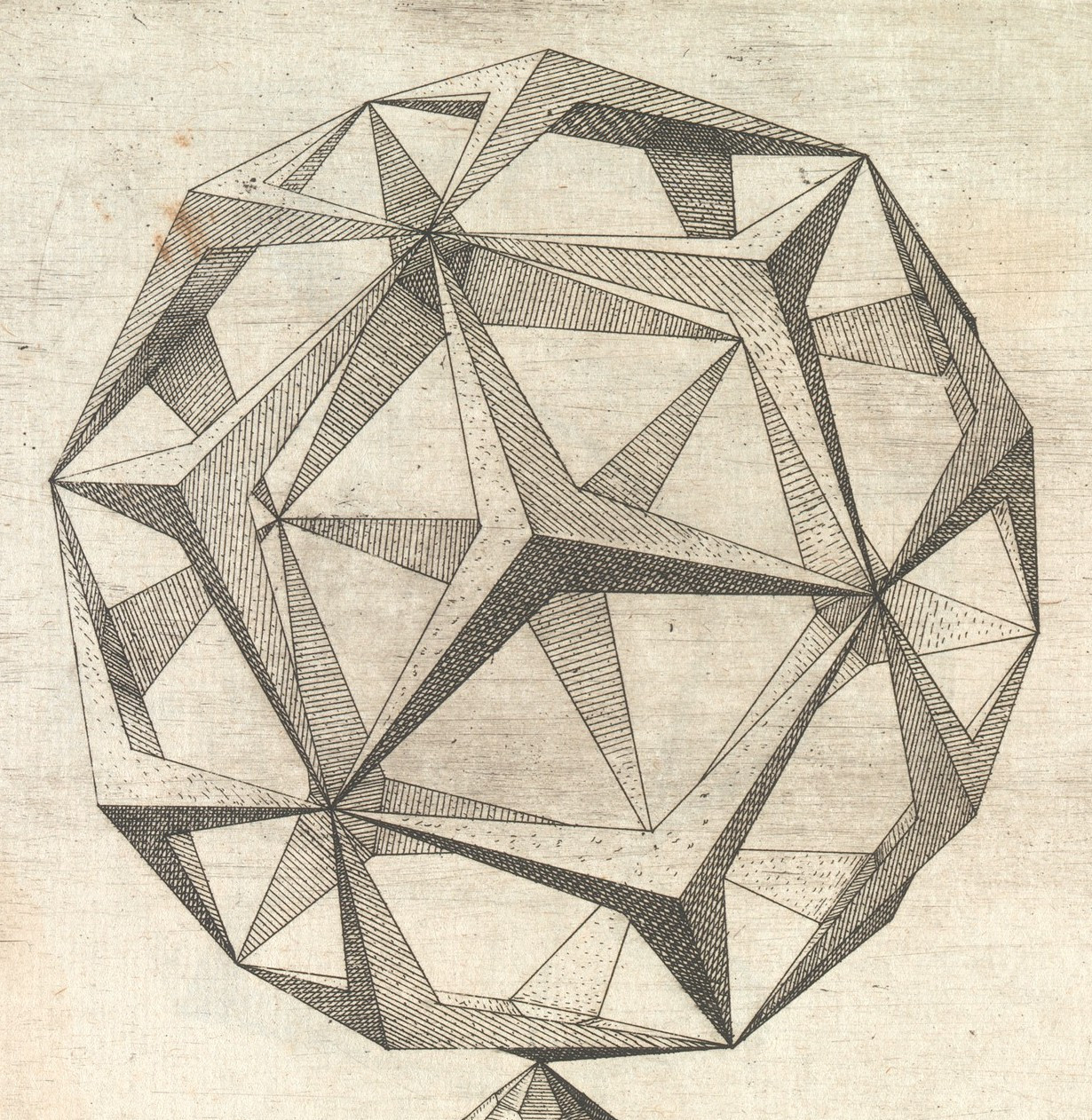
Иллюстрации из книги В. Ямницера «Перспектива правильных тел» (Perspectiva Corporum Regularium). 1568 г. Офорт
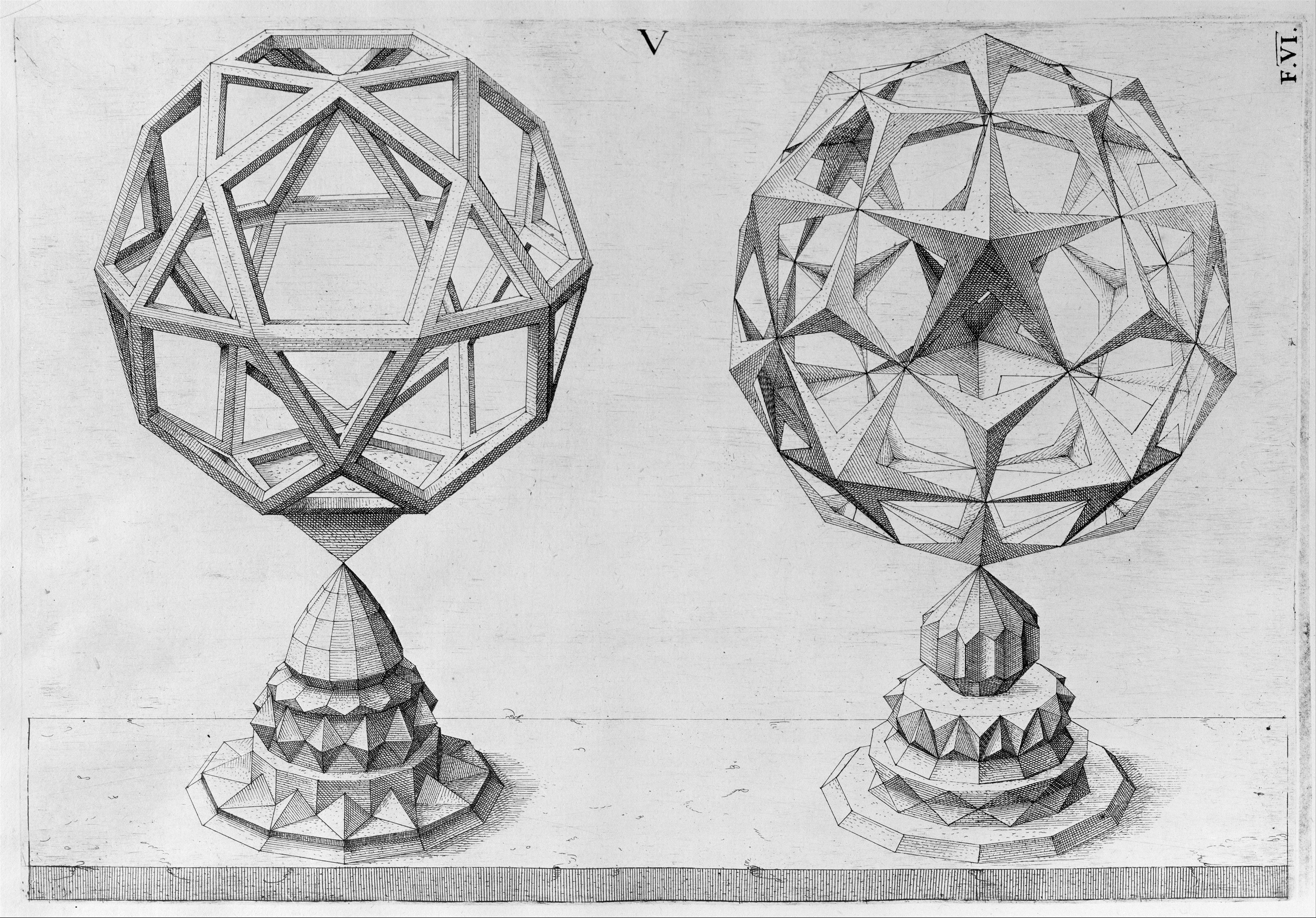
Иллюстрация из книги В. Ямницера «Перспектива правильных тел» (Perspectiva Corporum Regularium). 1568 г.
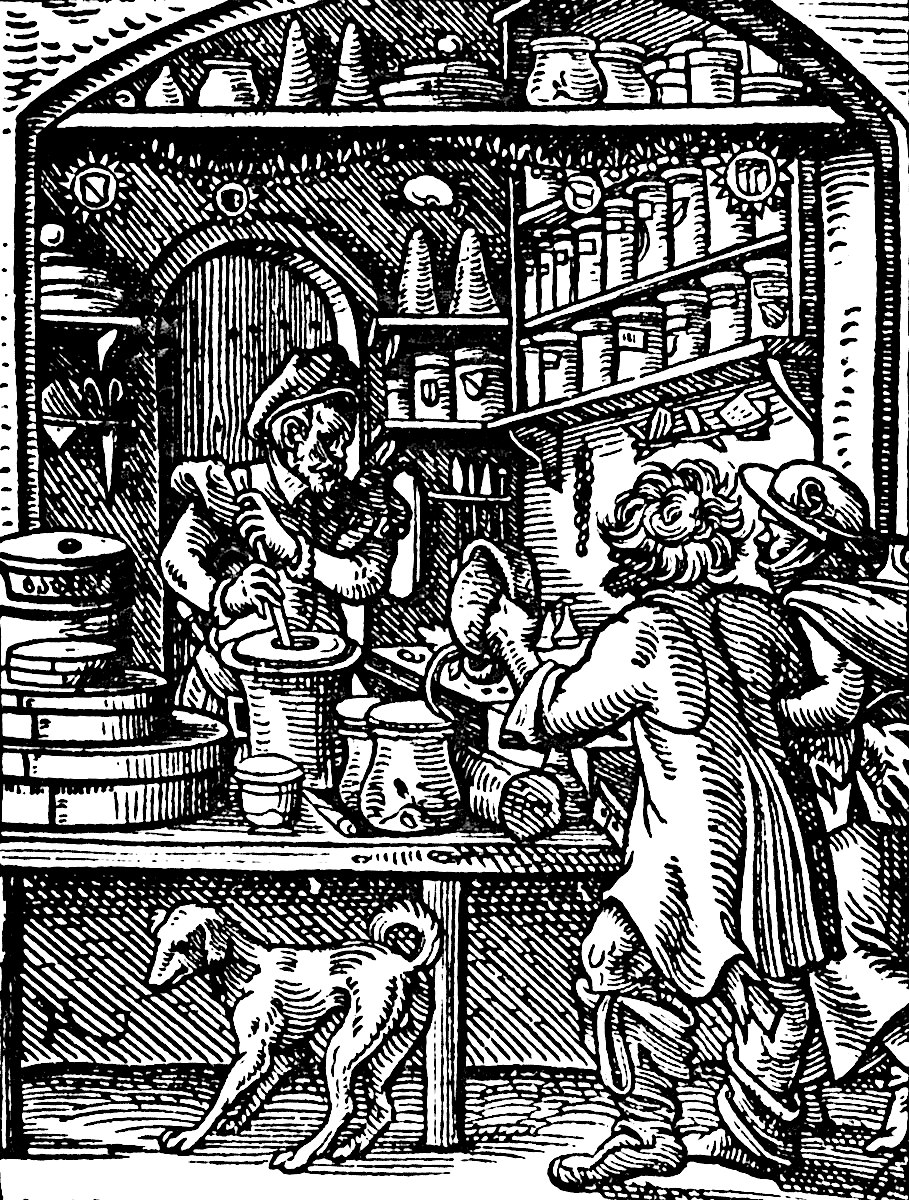
Аптекарь. Ксилография из «Книги постоянства» (Das Ständebuch) Ганса Сакса. 1568 г.
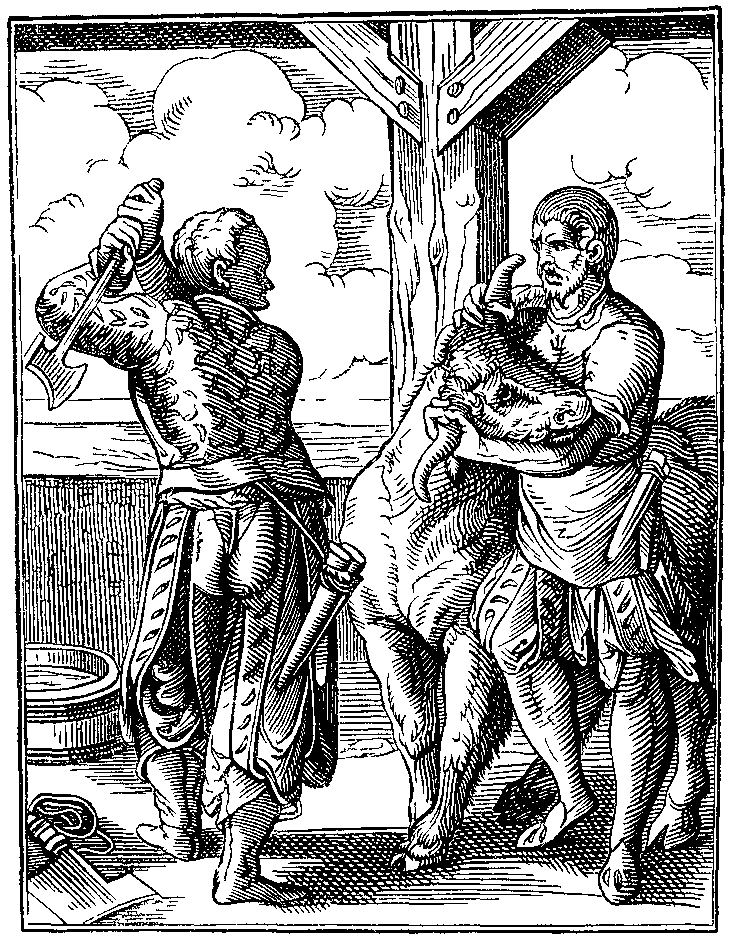
Мясник и его подмастерье. Ксилография из «Книги ремёсел» (Das Ständebuch). 1568 г.
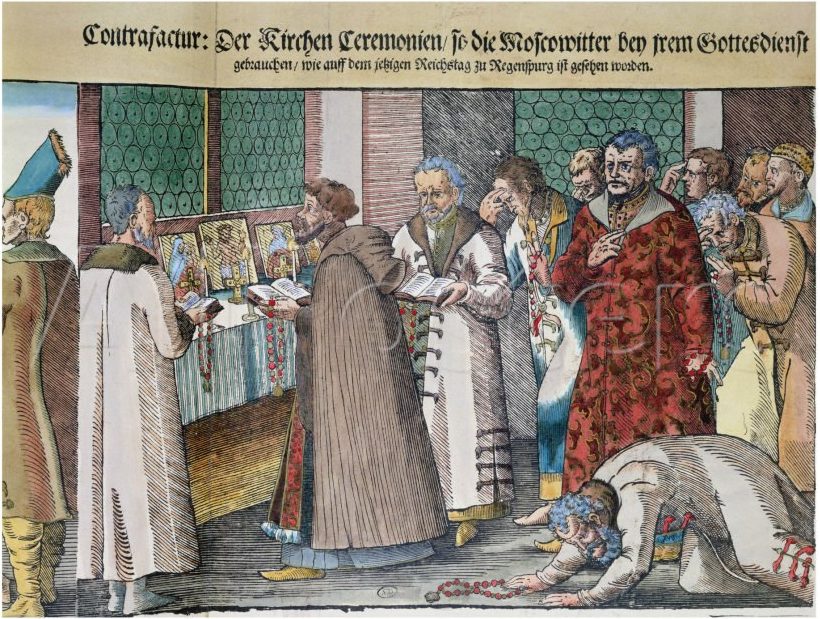
Послы Московии при императорском дворе в Регенсбурге. 1576 г. Раскрашенная гравюра
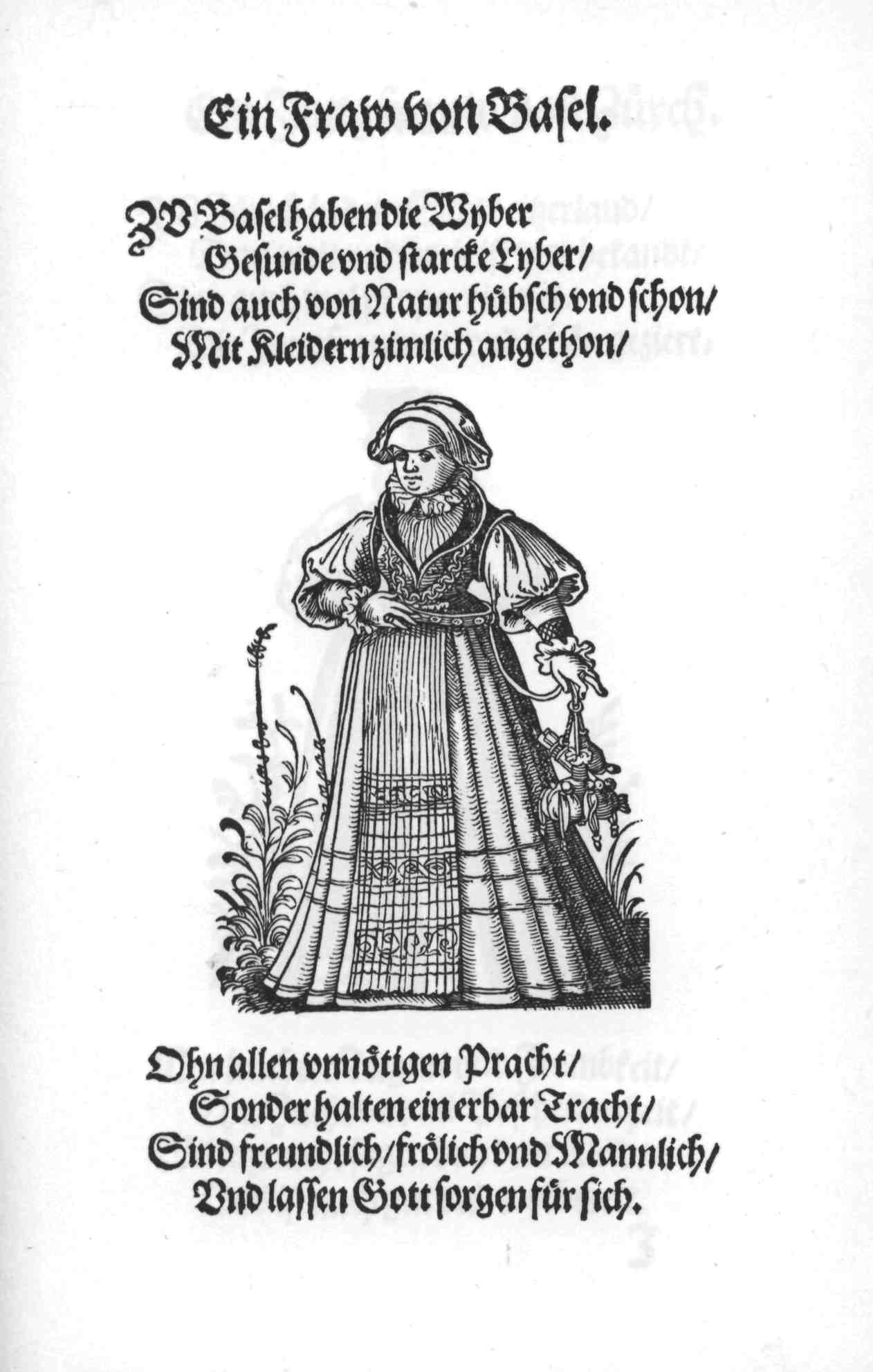
Ксилография из «Книги о женских костюмах» (Frauen-Trachtenbuch). 1586 г.
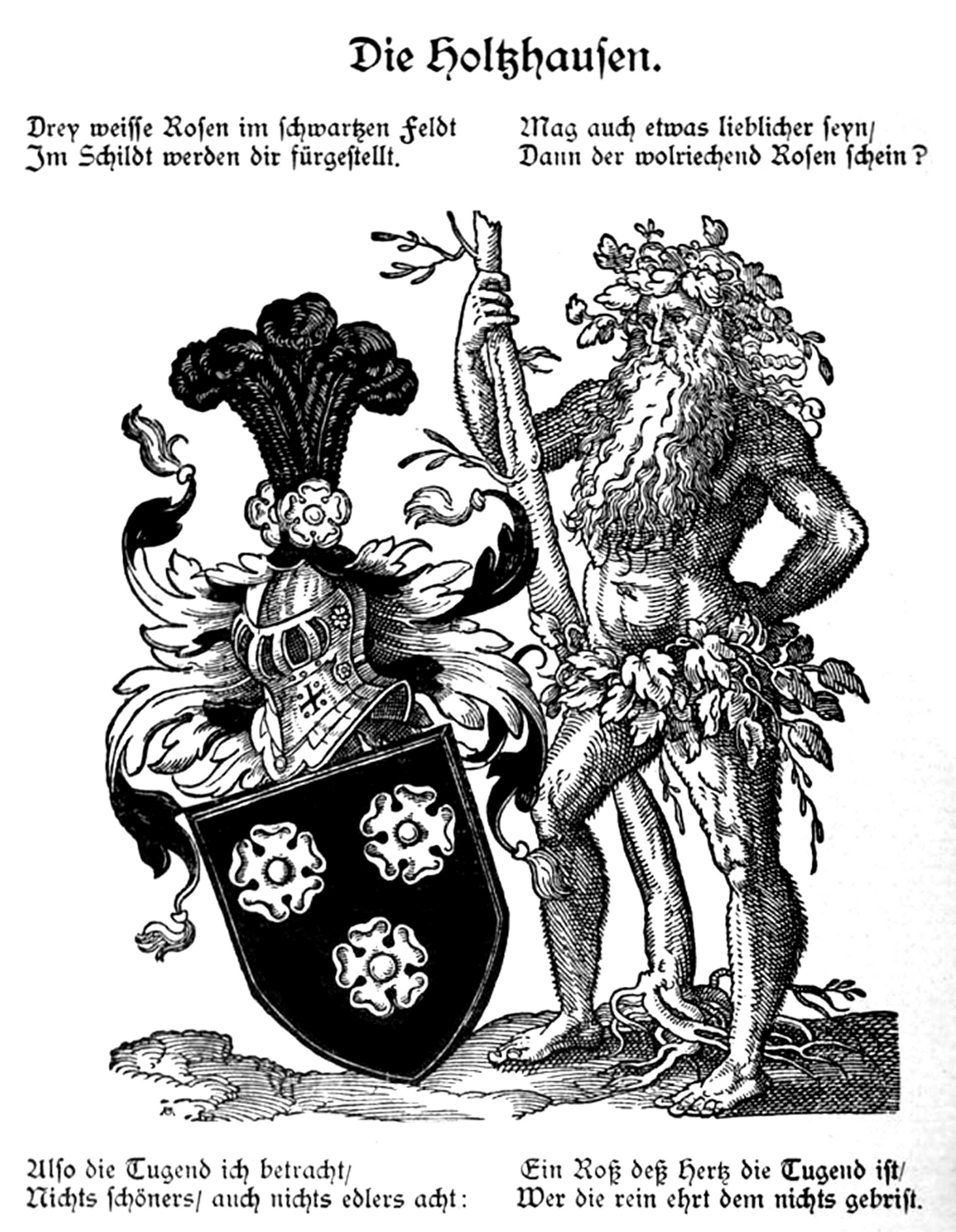
Герб Хольцхаузена. 1589 г. Ксилография
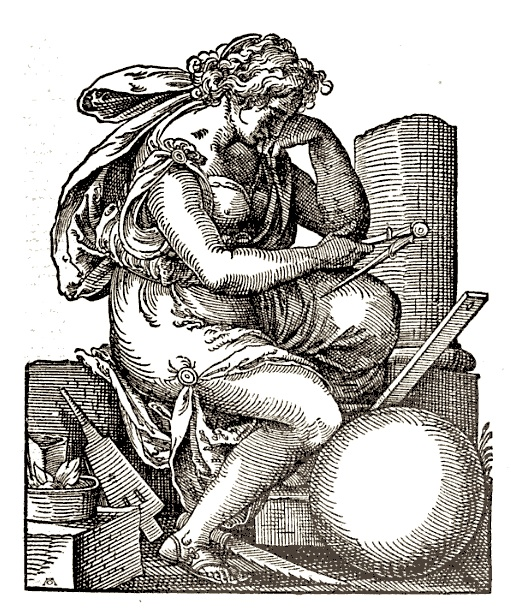
Меланхолия. 1589 г. Ксилография
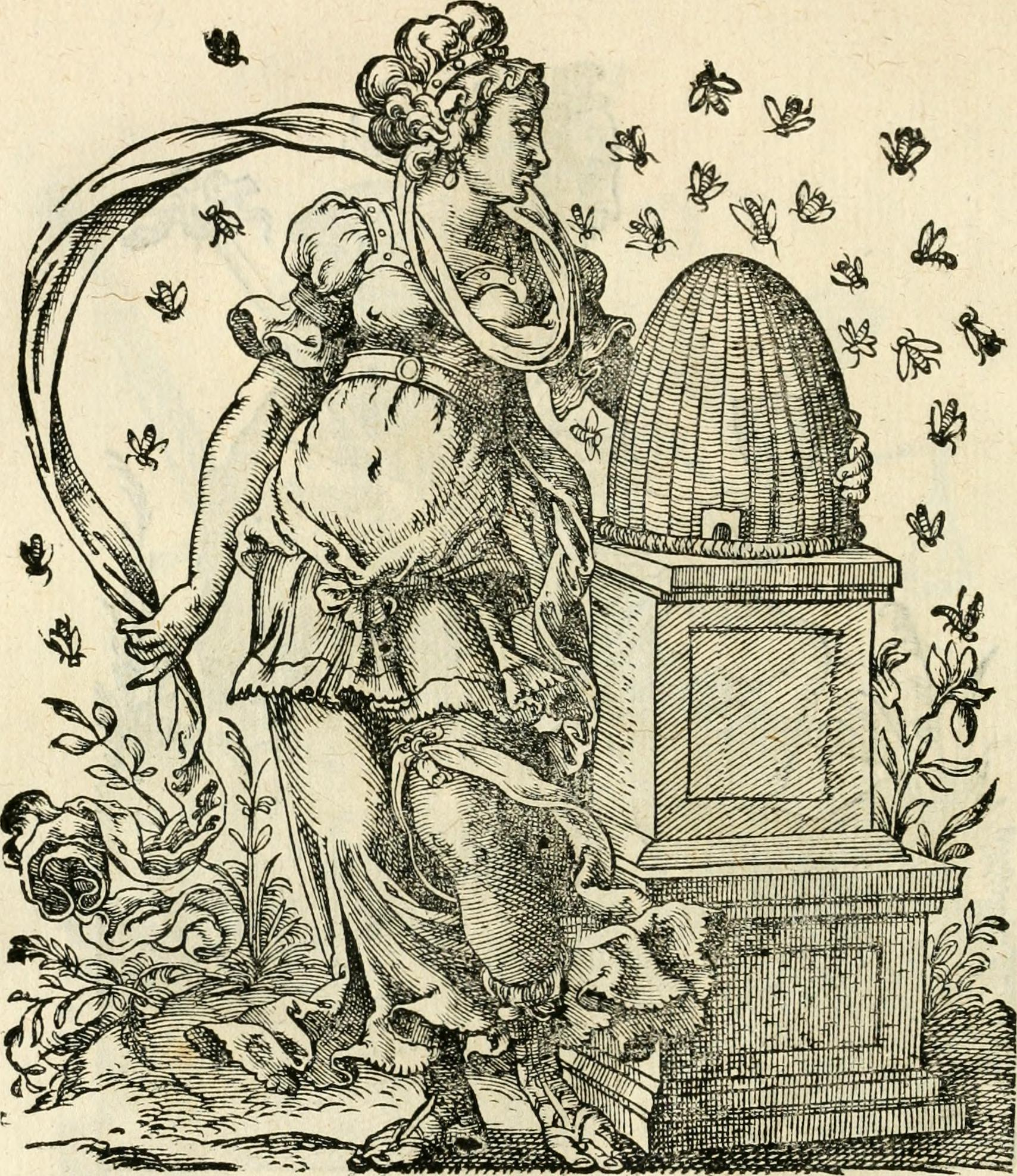
Ксилография из «Книги по искусству» (Kunstbüchlin). 1599 г.
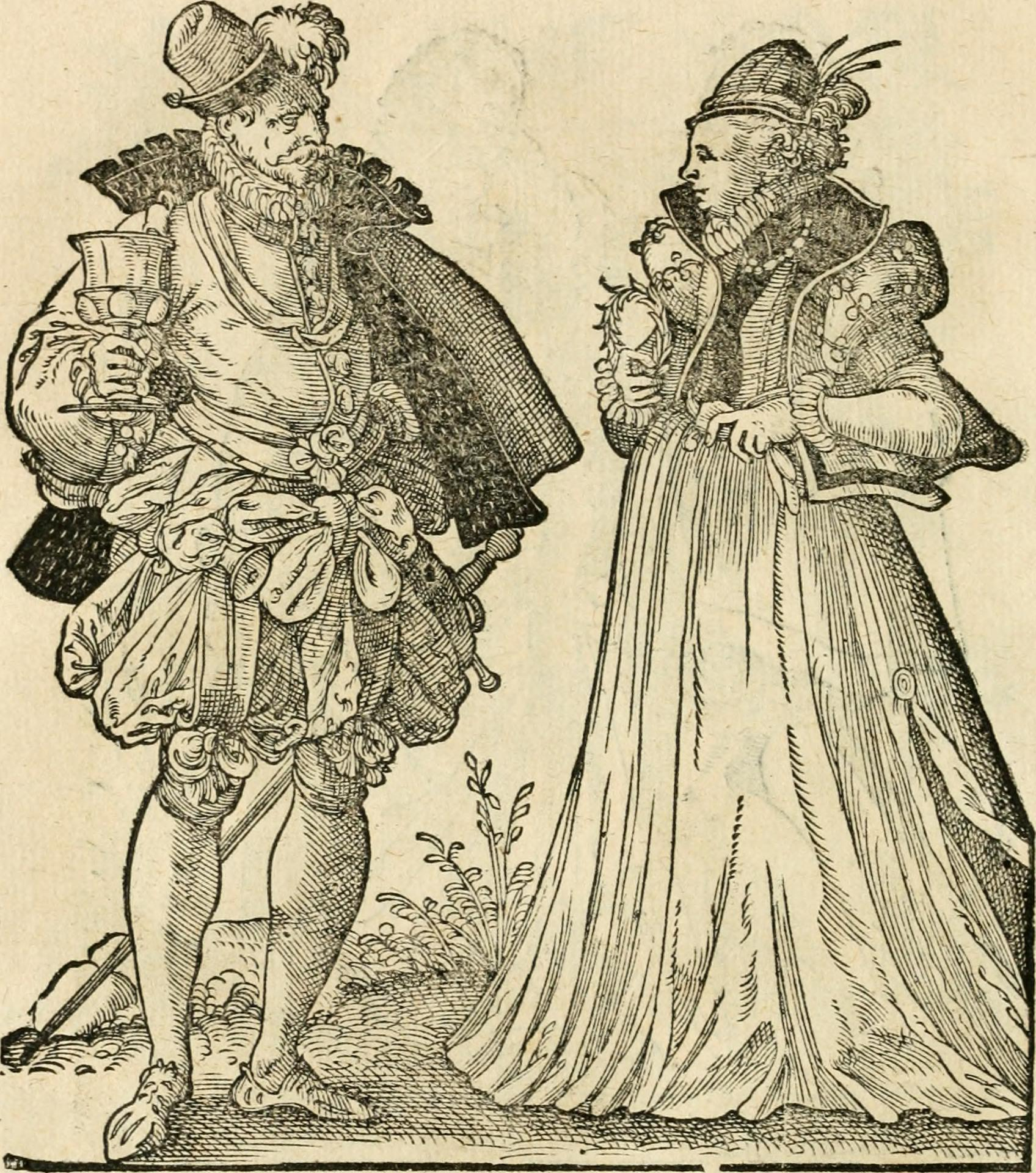
Костюмы знати. Ксилография из «Книги по искусству» (Kunstbüchlin). 1599 г.
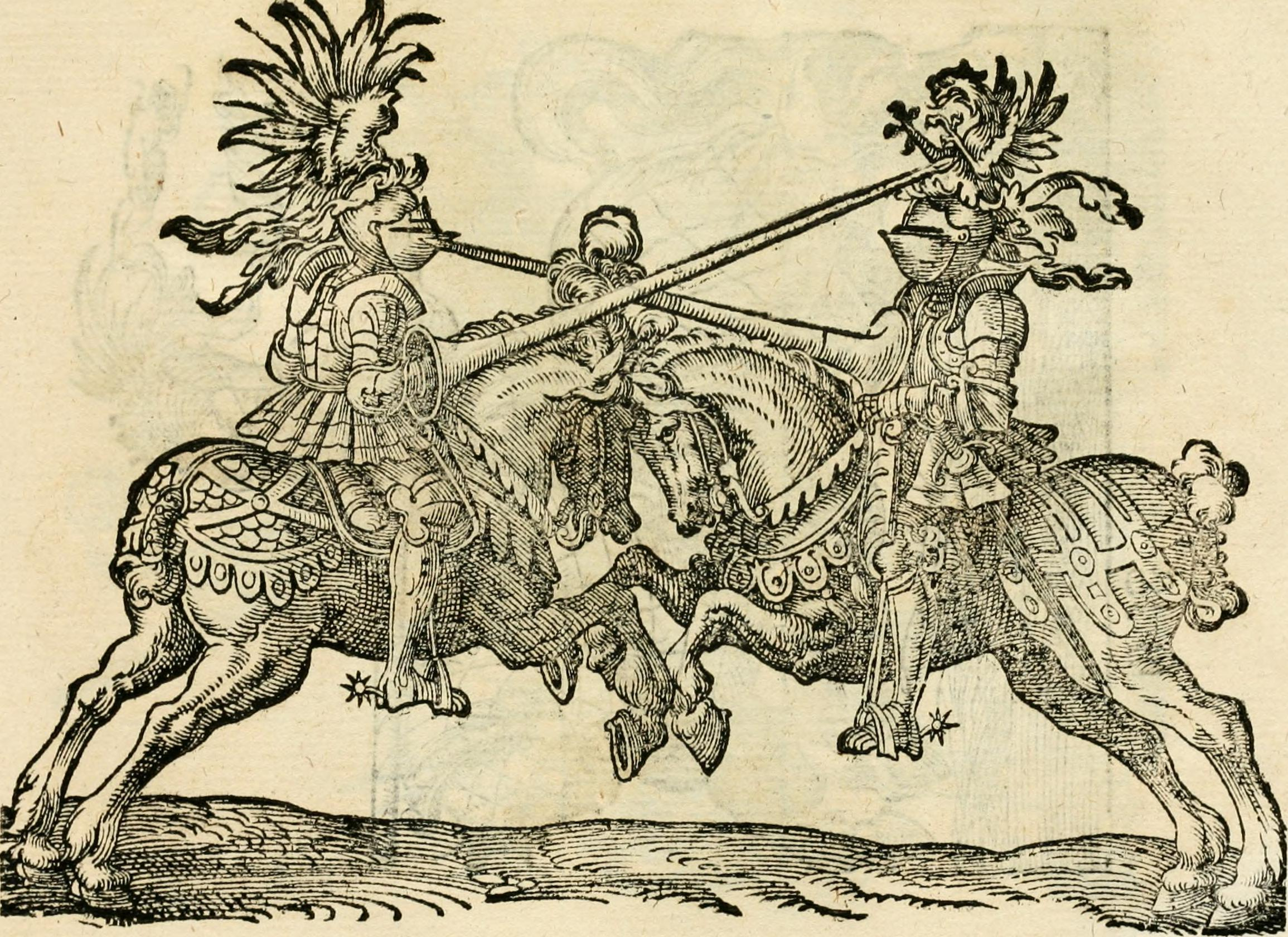
Турнирный поединок. Ксилография из «Книги по искусству». 1599 г.
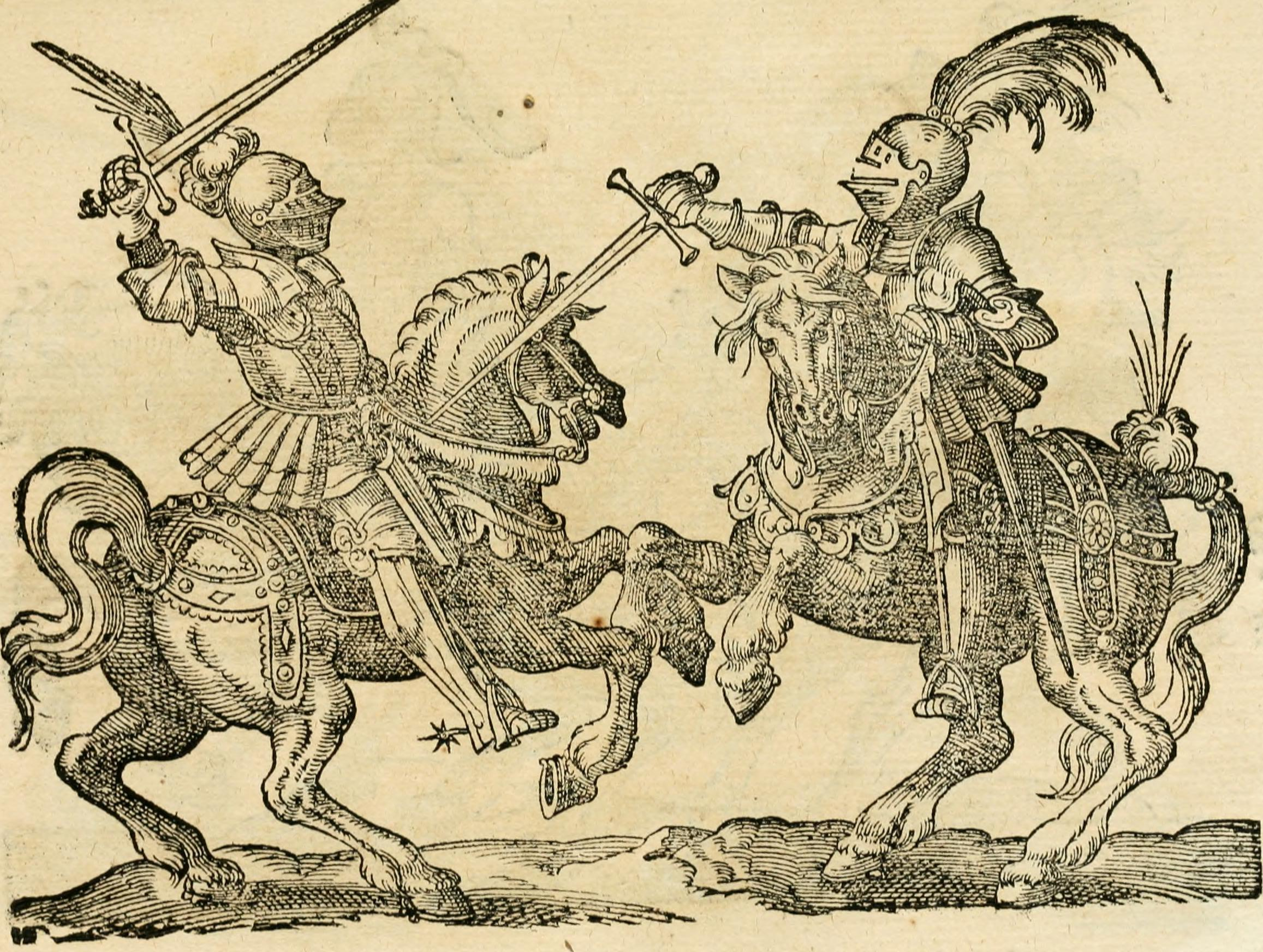
Турнирный поединок. Ксилография из «Книги по искусству» (Kunstbüchlin). 1599 г.
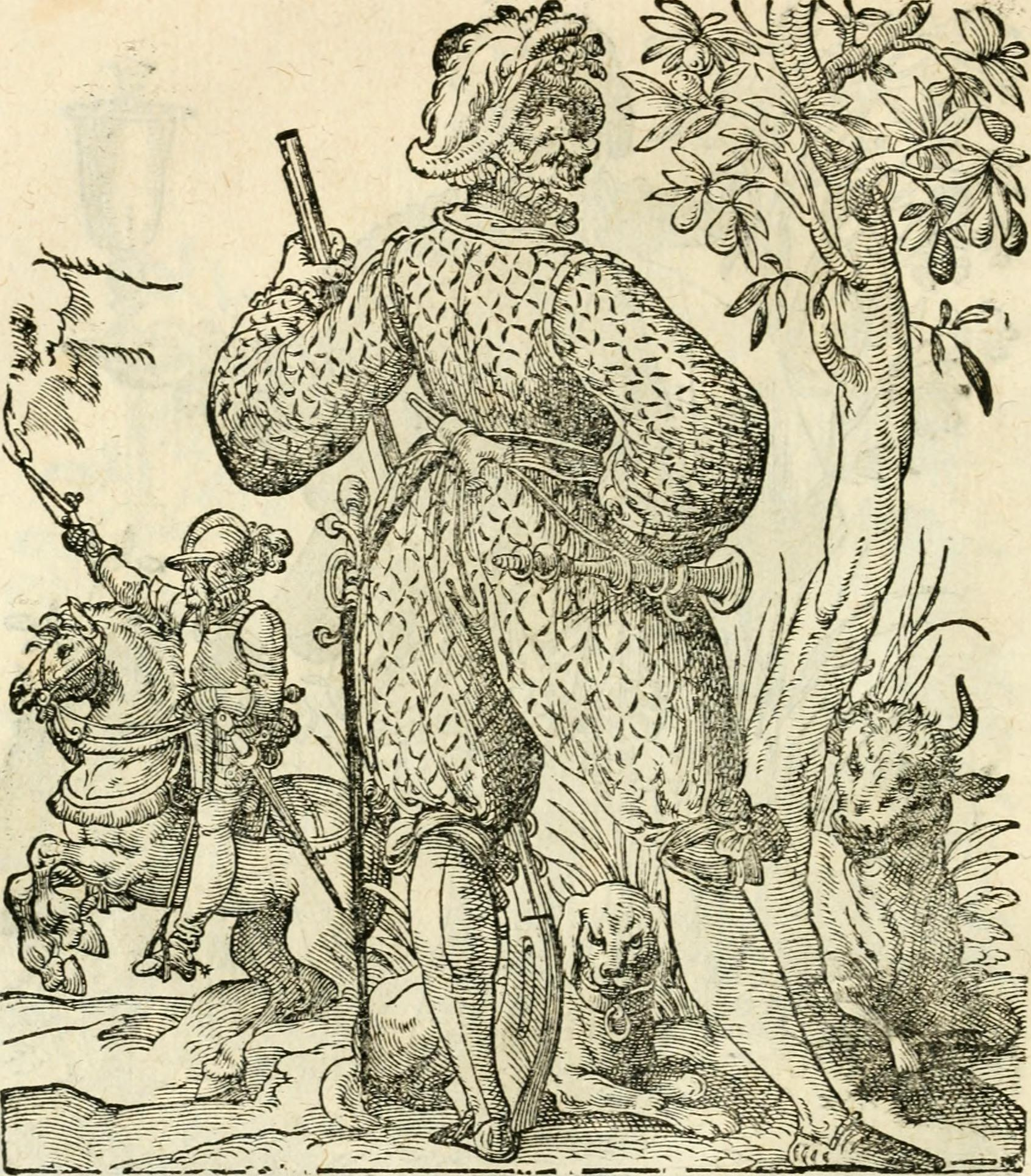
Охотник. Ксилография из «Книги по искусству» (Kunstbüchlin). 1599 г.
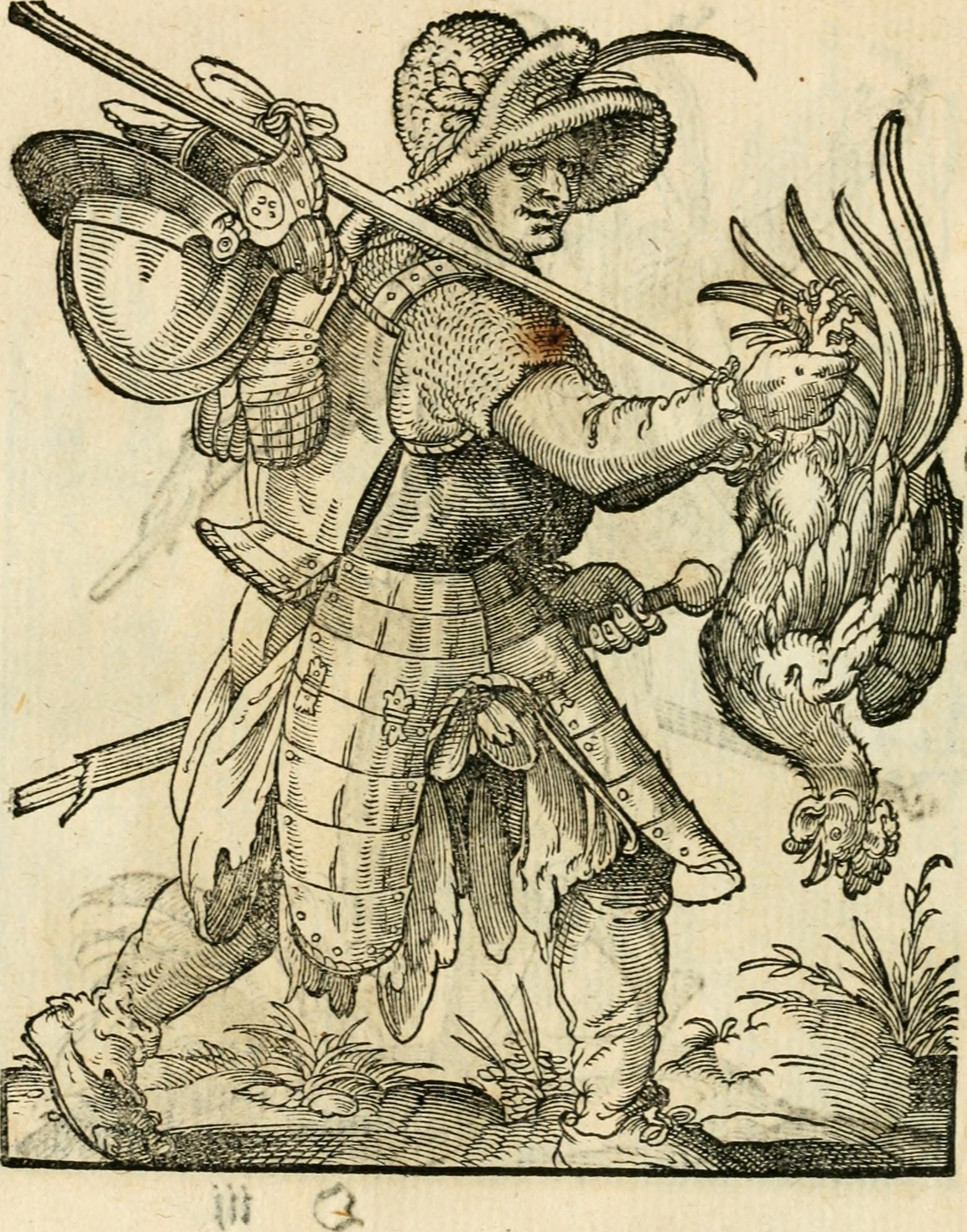
Ландскнехт. Ксилография из «Книги по искусству» (Kunstbüchlin). 1599 г.